# CSV
CSV (Comma-separated values, hodnoty oddělené čárkami) je jednoduchý souborový formát určený pro výměnu tabulkových dat. Soubor ve formátu CSV obsahuje řádky, ve kterých jsou jednotlivé položky odděleny znakem čárka (,). Hodnoty položek mohou být uzavřeny do uvozovek ("), což umožňuje, aby text položky obsahoval čárku. Pokud text položky obsahuje uvozovky, jsou tyto zdvojeny.
Jelikož se v některých jazycích včetně češtiny čárka používá v číslech jako oddělovač desetinných míst, existují varianty, které používají jiný znak pro oddělování položek než čárku, nejčastěji středník, případně tabulátor (taková varianta se pak někdy označuje jako TSV, Tab-separated values). Variantu se středníkem (ale stále pod názvem CSV) používá např. Microsoft Excel v české verzi Microsoft Windows (řídí se oddělovačem zadaným v Místním a jazykovém nastavení).
Díky jednoduchosti, nenáročnosti a čitelnosti i bez specializovaného softwaru se tento formát používá pro výměnu informací mezi různými systémy. Ke stejnému účelu se dnes používá i modernější a univerzálnější (ale složitější) formáty XML či JSON.

## Formální náležitosti
Pro tento formát neexistuje specifikace, popis formátu se však nachází (mimo jiné) v RFC 4180.
Pro data ve formátu CSV je registrován MIME typ text/csv, v praxi se ale objevují i další typy jako application/csv, text/x-csv apod.

## Tipy a Triky
Oddělovač je možné (pro Excel) změnit pomoci "sep=" bez uvozovek, v záhlaví souboru, například "sep=^".

## Příklad
| 1995 | Opel  | Vectra        | klimatizace, střešní okno | 45000 |
| 1998 | Škoda | Felicia "Fun" |                           | 80000 |
| 2002 | Škoda | Octavia       | klimatizace, ABS bouraná  | 70000 |

Takovou tabulku lze v CSV zapsat následujícím způsobem:
```
1995,Opel,Vectra,"klimatizace, střešní okno",45000
1998,Škoda,"Felicia ""Fun""",,80000
2002,Škoda,Octavia,"klimatizace, ABS
bouraná",70000
```

Na tomto příkladu lze vidět, že hodnoty obsahující čárky musí být uzavřeny do uvozovek, uvozovky uvnitř hodnot jsou zdvojovány, a že řádkové zlomy lze v hodnotách přímo zapsat, pokud je hodnota v uvozovkách.